# Mik, Mak en Mon
Mik, Mak en Mon was een Vlaamse jeugdserie die van 1986 tot 1988 op de BRT te zien was.

## Concept
Het verhaal draaide rond Mik (Grigori Van Goethem) en Mak (Dimitri Van Goethem), twee buitenaardse kinderen van de planeet Galacton. Op een dag maken ze een noodlanding met hun ruimtetuig en belanden zo op aarde. Daar worden ze gevonden door Mon de melkman (Stef Danhieux), die hen melk laat drinken om hen weer op krachten te doen komen. De rest van de reeks probeert hij samen met zijn vriendin Sofie (Goele Derick) en Dokter Groeneman (Alex Van Haecke) de wezens uit de handen van het leger te houden en hen veilig terug naar hun eigen planeet te brengen.
De reeks was bedoeld als promotie voor melk. Iedere aflevering duurde tien minuten. Alle scènes werden verteld en toegelicht door een voice-over (Arnold Willems), terwijl de acteurs zelf niets zeiden. Op die manier werd het nasynchroniseren van de afleveringen eenvoudiger. De reeks was namelijk een coproductie met de Franstalige RTBF.
Het scenario werd geschreven door Dick Durver en de regie werd verzorgd door Paul Moereels. Alle afleveringen zijn beschikbaar op dvd.

## Lijst met afleveringen

### Eerste reeks
| Nr. | Aflevering               | Datum van uitzending |
| --- | ------------------------ | -------------------- |
| 1   | De gezanten van Galacton | 7 oktober 1986       |
| 2   | De spookmolen            | 14 oktober 1986      |
| 3   | Galactonisch magma       | 21 oktober 1986      |
| 4   | Contactbreuk             | 28 oktober 1986      |
| 5   | De joyrijders            | 4 november 1986      |
| 6   | Terug naar Galacton      | 11 november 1986     |
| 7   | Tweede thuis             | 18 november 1986     |
| 8   | Superman                 | 25 november 1986     |
| 9   | De geniale generaal      | 2 december 1986      |
| 10  | Mik, Mak, goal           | 9 december 1986      |
| 11  | De bronnenzoekers        | 16 december 1986     |
| 12  | Valstrik voor Mik en Mak | 23 december 1986     |
| 13  | Mon, de regenmaker       | 30 december 1986     |
| 14  | Vijf voor twaalf         | 6 januari 1987       |
| 15  | Ruimteredder Galactonica | 13 januari 1987      |

### Tweede reeks
| Nr. | Aflevering              | Datum van uitzending |
| --- | ----------------------- | -------------------- |
| 16  | Het feest               | 5 januari 1988       |
| 17  | De sponkmeester         | 12 januari 1988      |
| 18  | In het hol van de leeuw | 19 januari 1988      |
| 19  | Ontsnapt                | 26 januari 1988      |
| 20  | Op de vlucht            | 2 februari 1988      |
| 21  | De aanval               | 9 februari 1988      |
| 22  | Op de valreep           | 16 februari 1988     |
| 23  | Het afscheid            | 23 februari 1988     |